# Tadeusz Skwarski
Tadeusz Skwarski (ur. 18 kwietnia 1922 w Warszawie, zm. 2008) – polski specjalista w dziedzinie technologii włókien chemicznych i polimerów, profesor Politechniki Łódzkiej, żołnierz Armii Krajowej.
W 1952 roku ukończył studia na Wydziale Chemicznym Politechniki Łódzkiej otrzymując dyplom magistra inżyniera. Na tymże Wydziale uzyskał stopień doktora nauk technicznych w 1960 roku. Stopień doktora habilitowanego uzyskał na Wydziale Włókienniczym w 1964 roku, a w roku następnym został powołany na stanowisko docenta. Tytuł profesora nadzwyczajnego otrzymał w 1972 roku, zaś profesora zwyczajnego w 1990 roku. Pracę w Politechnice Łódzkiej rozpoczął w 1953 roku na Wydziale Chemicznym, a w roku 1964 został przeniesiony na Wydział Włókienniczy. W 1966 roku objął kierownictwo Katedry Technologii Włókien Sztucznych. W latach 1970–1973 pełnił funkcję zastępcy dyrektora, a od 1974 do 1992 – dyrektora Instytutu Włókien Sztucznych. W latach 1971–1973 był prodziekanem Wydziału Włókienniczego PŁ.
Działalność naukowa obejmuje problematykę z zakresu otrzymywania i modyfikacji włókien chemicznych. Szczególnym obiektem zainteresowania była modyfikacja przez szczepienie, otrzymywanie włókien termoodpornych i trudnopalnych przede wszystkim z poliamidów aromatycznych, a w ostatnim okresie włókna poliakrylonitrylowe prekursorowe do karbonizacji i włókna o wysokiej higroskopijności. Do ważniejszych osiągnięć należy zaliczyć uzyskanie patentów na ciągłą syntezę aramidów, na otrzymywanie włókien poliakrylonitrylowych o wysokiej wytrzymałości i wysokim module oraz włókien wysokoporowatych. Jest autorem około 100 publikacji naukowych i współautorem jednego podręcznika. Wypromował 15 doktorów.
Sprawował liczne funkcje po Wydziałem. Był przewodniczącym Rady Naukowej Instytutu Włókien Chemicznych (1969–1992) oraz członkiem rad naukowych: Instytutu Włókiennictwa (1982–1989), Wojskowego Instytutu Chemii i Radiometrii (1972–1986), Centrum Badań Molekularnych i Makromolekularnych PAN (1987–1990), przewodniczącym Rady Programowej Kwartalnika „Włókna Chemiczne” i członkiem Rady Programowej miesięcznika „Polimery”.
Posiada liczne odznaczenia, m.in. Medal Komisji Edukacji Narodowej oraz Warszawski Krzyż Powstańczy, Krzyż Armii Krajowej i Medal Wojska.